# Lepanthopsis culiculosa
Lepanthopsis culiculosa är en orkidéart som beskrevs av Carlyle August Luer. Lepanthopsis culiculosa ingår i släktet Lepanthopsis och familjen orkidéer. Inga underarter finns listade i Catalogue of Life.